# Nettlebed Cave

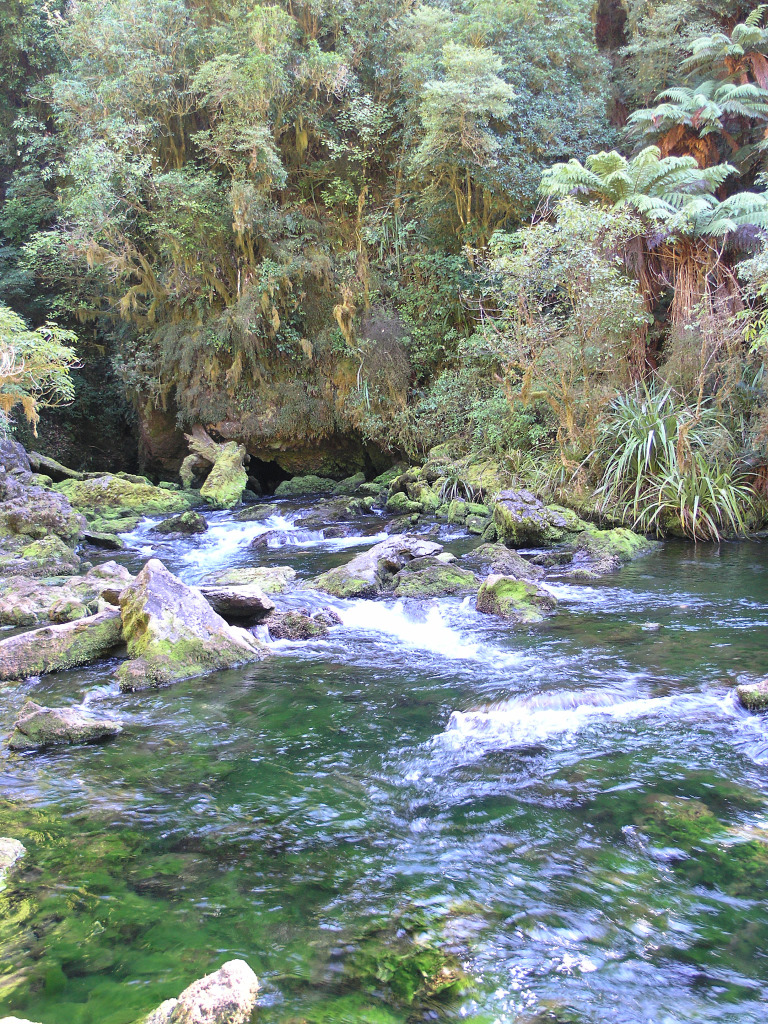
Pearse Resurgence, Austrittspunkt von Wasser aus der Nettlebed Cave

Die Nettlebed Cave ist ein System von weitverzweigten Höhlen und Gängen im Einzugsbereich des Mount Arthur in der Region Tasman im Nordwesten der Südinsel Neuseelands.
Bis in das Jahr 2014 war sie mit einer Tiefe von 889 m und einer Länge von 24,25 km registriert. Seit Anfang 2014 ist allerdings belegt, dass das Höhlensystem der Nettlebed Cave eine Verbindung mit dem Höhlensystem des Stormy Pot hat und nun zusammenhängend mit einer Tiefe von 1174 m und einer Gesamtlänge von 38,252 km als das tiefste und zweitlängste Höhlensystem Neuseelands gilt.

## Namensgebung
„Nettlebed Cave“ ist wie viele neuseeländische Ortsbezeichnungen kein regierungsoffizieller geografischer Name für die Höhle, er wurde von der New Zealand Speleological Society (NZSS) als akzeptiert und registriert. Die Höhle erhielt ihren Namen nach dem brennnesselartigen Baumes Ongaonga (Urtica ferox), einer in Neuseeland endemischen vorkommenden Pflanze, die dort nettle genannt wird und am Eingang der Höhle vorkommt. Der zweite Namensteil bed steht für Bett, zusammengesetzt also Nessel-Bett-Höhle.

## Geografie
Der Eingang der Nettlebed Cave befindet sich im Kahurangi National Park an der Ostseite der Wharepapa / Arthur Range rund 5 km westlich des Mount Arthur und 45 km östlich von Nelson im Norden der Südinsel. Das Höhlensystem verläuft vom Höhleneingang aus in nordwestliche Richtung unterhalb der Bergkette der Wharepapa / Arthur Range.

## Geologie
Die bekannten großen Höhlensysteme in Neuseeland befinden sich in den „Marble Mountains“ (Marmor-Bergen) Takaka Hill, Mount Arthur und Mount Owen. Die Mount Arthur Region, in der sich die Nettlebed Cave befindet, stammt aus der Zeit des Paläozoikums. Die Bergkette entstand aus einer Verwerfung, das Gestein aus versteinerten Sedimenten. Innerhalb der Gesteinsschichten befinden sich Kalksteinschichten, die als Arthur Marble (Arthur Marmor) bezeichnet werden. In diesen Schichten hat sich durch Auswaschungen das Höhlensystem gebildet.

## Geschichte der Erforschung
Der Eingang zur Nettlebed Cave wurde 1969 während einer Mount Arthur Expedition der New Zealand Speleological Society entdeckt, aber erst zwischen den Jahren 1971 bis 1973 näher erforscht. Bis 1973 kannte man erst 1,3 km des Höhlensystems. Im Juni 1980 führte eine weitere Expedition bis zu einer Tiefe von 341 m und 9,9 km Länge. Ihr folgte in den Jahren 1980 bis 1984 drei weitere Expeditionen unterschiedlicher Teams. 1986 entdeckte man eine Verbindung zum Blizzard Pot und konnte am 16. Oktober den erforschten Teil bis zu einer Tiefe von 884 m vermessen. Damit wurde die Höhle als Neuseelands tiefste Höhle in die Statistik aufgenommen. Eine weitere Expeditionen vermaß 1990 eine Tiefe von 889 m. 2010 musste die Nettlebed Cave den Titel, tiefsten Höhle Neuseelands zu sein, an das 1.026 m tiefe Ellis Basin Höhlensystem abgeben bis schließlich Anfang 2014 ein vierköpfiges Team unter der Leitung von Kieran Mckay, bei der Erforschung der seit 2011 bekannten Höhle Stormy Pot eine Verbindung zur Nettlebed Cave fanden und seitdem das Höhlensystem mit einer Tiefe von 1.174 m und 38,252 km Länge den Titel zurückbekam und seitdem auch als das tiefste Höhlensystem der südlichen Hemisphäre gilt.

## Pearse Resurgence
Die Pearse Resurgence ist die Quelle des Pearse Fluss. Tests mit Farbstoff haben ergeben, dass sie der Austrittspunkt sämtlicher Höhlensysteme des Mount Arthur ist, somit auch von der Nettlebed Cave. Die Resurgence wurde 1975 zum ersten Mal betaucht. 1995 kam es zu einem Todesfall bei der Erkundung der Höhle. Die Resurgence gehört zu den 16 tiefsten betauchbaren Höhlen weltweit. Seit 2007 haben mehrere Expeditionen die Höhle immer tiefer betaucht:
- Am 21. März 2007 wurde der Neuseeländische Höhlentauchtiefrekord mit 177 m aufgestellt.
- Im Jahr 2009 konnte eine Gruppe auf 182 m vorstoßen.[11]
- 2011 wurde eine Tiefe von 194 m erreicht.[12]
- 2012 wurde bei Tauchgängen auf 207 m und 221 m die 200-m-Marke geknackt.[13]
- 2016 wurden 229 m bei einem Tauchgang erreicht, bevor die Taucher aufgrund fehlerhafter Lichter umdrehen mussten.[14]
- 2020 erreichten Richard Harris und Craig Challen eine Tiefe von 245 m Tiefe, was die Pearse Resurgence zur achttiefsten betauchten Höhle weltweit machte.[13][15]

Die Erforschung der Pearse Resurgence ist sehr aufwändig. Da die Höhle nach 200 m Tiefe sehr stark abflacht, muss mithilfe von Unterwasserscootern eine lange Strecke auf großer, aber relativ gleichbleibender Tiefe erst zurückgelegt werden, bevor man überhaupt mit der Erforschung neuer Höhlenabschnitte erforschen kann. Dadurch werden sehr lange Dekompressionszeiten bereits auf dem Hinweg sowie zusätzlich auf dem Rückweg angesammelt, welche nur eine kurze Tauchzeit für die eigentliche Erforschung des Höhlensystems ermöglichen. Beim 2020 Tauchgang brauchten Harris und Challen 29 min bevor sie unerforschte Höhle überhaupt erst erreichten und konnten im Vergleich dazu nur 3 min lang neue Höhle erforschen. Trotz dieser nur sehr kurzen Erforschung der Höhle mussten sie am Ende 16 Stunden an Dekompressionsstops absolvieren. Zum Vergleich: beim Gerätetieftauchrekord auf 332 m waren trotz fast 90 m mehr Tiefe nur etwas unter 15 Stunden an Dekompressionsstops vonnöten.